# Tolnaopsis eusciasta
Tolnaopsis eusciasta är en fjärilsart som beskrevs av George Francis Hampson 1926. Tolnaopsis eusciasta ingår i släktet Tolnaopsis och familjen nattflyn. Inga underarter finns listade i Catalogue of Life.